# Joe Deebs (Filmreihe)
Joe Deebs war eine Krimi-Serie des Produzenten Joe May aus den Jahren 1915 bis 1920. Die Rolle des Joe Deebs spielten Max Landa, Ferdinand von Alten, Harry Liedtke. Heinrich Schroth, Carl Auen und Curt Goetz. Regie führte Joe May in einigen Filmen selber, aber auch die Regisseure Victor Janson, Karl Gerhardt, Harry Piel, Leopold Bauer, Uwe Jens Krafft, Leo Lasko, Willi Zeyn, Erich Schönfelder und Martin Hartwig waren beteiligt.

## Filme
| Jahr | Serien nummer | Nr. der Zensurkarte der Polizei Berlin | Titel                           | Regisseur         | Darsteller          |
| ---- | ------------- | -------------------------------------- | ------------------------------- | ----------------- | ------------------- |
| 1915 | I.            | 15.26                                  | Das Gesetz der Mine             | Joe May           | Max Landa           |
| 1915 | II.           | 15.39                                  | Sein schwierigster Fall         | Joe May           | Max Landa           |
| 1915 | III.          | 15.44                                  | Der Geheimsekretär              | Joe May           | Max Landa           |
| 1916 | IV.           | 38649                                  | Die Gespensteruhr               | Joe May           | Max Landa           |
| 1915 | –             | unbekannt                              | Violette Rosen                  | Joe May           | Max Landa           |
| 1916 | I.            | unbekannt                              | Wie ich Detektiv wurde          | Joe May           | Harry Liedtke       |
| 1916 | V.            | 39201                                  | Ein Blatt Papier                | Joe May           | Max Landa           |
| 1916 | II.           | 39936                                  | Das rätselhafte Inserat         | Karl Gerhardt     | Harry Liedtke       |
| 1916 | –             | –                                      | Das Geheimnis der Mumie         | Victor Janson     | Ferdinand von Alten |
| 1917 | I.            | 40941                                  | Der Onyxknopf                   | Joe May           | Max Landa           |
| 1917 | II.           | 40777                                  | Krähen fliegen um den Turm      | Joe May           | Heinrich Schroth    |
| 1917 | III.          | 40186                                  | Die leere Wasserflasche         | Joe May           | Harry Liedtke       |
| 1917 | III.          | 41296                                  | Die Kaukasierin                 | Joe May           | Max Landa           |
| 1917 | IV.           | –                                      | Die Hochzeit im Excentric-Club  | Joe May           | Harry Liedtke       |
| 1917 | IV.           | 41178                                  | Das Klima am Vaucourt           | Joe May           | Max Landa           |
| 1917 | –             | –                                      | Die Geisteruhr                  | unbekannt         | Max Landa           |
| 1918 | I.            | 42252                                  | Das rollende Hotel              | Harry Piel        | Heinrich Schroth    |
| 1918 | II.           | 42006                                  | Die Ratte                       | Harry Piel        | Heinrich Schroth    |
| 1918 | III.          | 41178                                  | Diplomaten                      | Harry Piel        | Heinrich Schroth    |
| 1918 | V.            | 41388                                  | Sein bester Freund              | Uwe Jens Krafft   | Max Landa           |
| 1918 | VI.           | 41437                                  | Der lebendige Tote              | Leopold Bauer     | Max Landa           |
| 1919 | IV.           | –                                      | Die Krone von Palma             | Harry Piel        | Heinrich Schroth    |
| 1919 | IV.           | –                                      | Die närrische Fabrik            | Harry Piel        | Heinrich Schroth    |
| 1919 | –             | 43452                                  | Der Dolch des Malayen           | Leo Lasko         | Carl Auen           |
| 1919 | –             | –                                      | Der heulende Wolf               | Leo Lasko         | Carl Auen           |
| 1919 | –             | 43247                                  | Die Pantherbraut                | Leo Lasko         | Carl Auen           |
| 1919 | –             | –                                      | Das Auge des Götzen             | Harry Piel        | Heinrich Schroth    |
| 1919 | –             | –                                      | Der blaue Drachen               | Harry Piel        | Heinrich Schroth    |
| 1919 | –             | –                                      | Der Muff                        | Harry Piel        | Heinrich Schroth    |
| 1920 | II.           | B.00751                                | Die Dame in Schwarz             | Victor Janson     | Curt Goetz          |
| 1920 | –             | B.00172                                | Das Skelett des Herrn Markutius | Victor Janson     | Curt Goetz          |
| 1920 | –             | –                                      | Abenteurerblut                  | unbekannt         | Carl Auen           |
| 1920 | –             | 43928, B.00207                         | Kaliber fünf Komma zwei         | Willy Zeyn        | Carl Auen           |
| 1921 | –             | –                                      | Das Handicap der Liebe          | Martin Hartwig    | Ferdinand von Alten |
| 1921 | –             | –                                      | Ein Erpressertrick              | Erich Schönfelder | Ferdinand von Alten |
| 1922 | –             | B.06010                                | Gentlemen-Gauner                | Willy Zeyn        | Ferdinand von Alten |